# I Am the Night (album)
Pour les articles homonymes, voir I Am the Night.
Albums de Pantera
Projects in the Jungle
(1984) Power Metal
(1988)
I Am the Night est le troisième album du groupe Pantera, sorti en 1985.
Bien que demeurant globalement dominé par le glam metal dans lequel le groupe fait office depuis ses débuts, l'album contient quelques morceaux plus lourds et rapides annonçant le virage à venir, comme I Am the Night, Down Below ou Valhalla. Il est également le dernier album du groupe dans lequel figure le chant Terry Glaze, celui-ci prenant la porte après une dispute interne. Il sera remplacé par Phil Anselmo, permettant au groupe de prendre sa forme définitive.
Jerry Abbott, le père de Diamond Darrell et Vinnie Paul, a produit l'album, comme il l'a fait avec Metal Magic et Projects in the Jungle, et comme il le fera avec Power Metal.

## Pistes de l'album
1. « Hot and Heavy » – 4:06
2. « I Am the Night » – 4:27
3. « Onward We Rock » – 3:56
4. « D*G*T*T*M » – 1:43
5. « Daughters of the Queen » – 4:16
6. « Down Below » – 2:39
7. « Come-On Eyes » – 4:13
8. « Right on the Edge » – 4:06
9. « Valhalla » – 4:05
10. « Forever Tonight » – 4:10

## Membres du groupe
- Terry Glaze : Chant
- Diamond Darrell : Guitare
- Vinnie Paul : Batterie
- Rex Rocker : Basse